# Torre del telègraf òptic de Vilassar
La Torre del telègraf òptic de Vilassar o Torre de la Farinera és una construcció de Vilassar de Mar (Maresme) inclosa a l'Inventari del Patrimoni Arquitectònic de Catalunya.

## Descripció
Aquesta antiga torre de telegrafia està ubicada al carrer Doctor Masriera de Vilassar de Mar, a 10 m d'altitud, entre altres edificis. Tot i que ha estat modificada, de la torre de telegrafia original es conserven les dues plantes inferiors, la planta baixa i el primer pis. De planta quadrada i base atalussada, segueix el model estàndard de telegrafia òptica civil de Mathé, amb sòcol a la planta baixa i divisòria entre la planta baixa i el primer pis. Per sobre de la cornisa hi ha una coberta a dues aigües afegida amb un frontó amb un òcul al centre. S'ha obert una porta i una font a la planta baixa.
Aquesta torre del ramal de la línia civil tenia comunicació visual directa amb la torre anterior desapareguda de Montgat, a 10,5 km de distància. Aquesta última torre de Montgat desapareguda tenia com a torre anterior la del Castell de Montjuïc de Barcelona, situada a 14,5 km. Per l'altra banda, la torre posterior corresponia a la de Caldetes, també desapareguda, a 13,7 km. Aquesta última torre desapareguda de Caldetes tenia com a torre posterior la de la Patona, a Calella, situada a 10,3 km de distància.

## Història
Aquesta torre pertanyia al ramal de Barcelona a la Jonquera que derivava de la línia civil principal de Madrid a València i Barcelona. La part de la línia civil de Catalunya resseguia tota la costa catalana de sud a nord, entrant cap a l'interior en els trams del Vendrell a Barcelona i de Santa Susanna a la Jonquera. Aquest ramal va entrar en funcionament a partir de 1850.
La telegrafia òptica és un sistema que es basa en una sèrie de senyals realitzats en un punt alt, com pot ser una torre o un campanar, per un operari i que un altre operari veu des d'un altre punt, comunicat visualment, i el repeteix; d'aquesta manera un missatge es pot transmetre ràpidament des d'un punt a l'altre de la línia. Hi havia diverses maneres de realitzar les senyals, com un alt pal de fusta amb dos travessers als extrems que, accionats per politges, podien canviar de posició; cada posició era una lletra o clau que gràcies a un llibre de claus es podia desxifrar. Els operaris o torrers, disposaven d'unes ulleres de llarga vista que van permetre que la distància entre els diferents punts fos més gran que si no disposessin d'elles.
Mentre que a països com França o Anglaterra ja s'havien construït línies de telegrafia òptica a finals del segle xviii, a Espanya no s'inicia la construcció fins al 1844, moment que en alguns països ja s'havia començat a utilitzar la telegrafia elèctrica. La creació d'una línia implicava la instal·lació dels sistemes de comunicació en punts alts ja existents o la construcció de torres en els llocs on la distància era massa gran.
A Catalunya, la primera línia procedia de València i arribava a la Jonquera passant per Barcelona. Durant la Guerra dels Matiners (1846-1849), el marquès del Duero, capità general de Catalunya, va encarregar el desenvolupament d'una important xarxa de telegrafia òptica fixa militar. Es van crear 6 línies, entre elles la de Manresa - Vic - Girona.
Al 1853 es construeix la primera línia de telegrafia elèctrica entre Madrid i Irun, aquest fet marcarà l'inici de l'abandonament de la telegrafia òptica i el desús de les torres construïdes per aquest fi. Al 1857 es produeix el desmantellament i abandonament de les torres de telegrafia civil, i, al 1862, s'oficialitza l'abandonament de les torres militars. D'aquesta manera es posa fi a la curta història de la telegrafia òptica a Catalunya però que va deixar com a testimoni les torres de telègraf.
El 1891 coincidint amb l'obertura del carrer, es va voler enderrocar i va ser escapçada. Finalment l'Ajuntament va parar l'enderroc i la va adquirir l'any 1894 per a ús municipal com a dipòsit d'aigua a l'interior i font a la façana. Actualment a la planta baixa hi ha una estació transformadora. A prop d'aquesta torre es troba una altra de planta circular anomenada Torre de Can Nadal que probablement va servir de telègraf òptic militar.